# Belrain
Belrain é uma comuna francesa na região administrativa de Grande Leste, no departamento de Meuse. Estende-se por uma área de 8,31 km². Em 2010 a comuna tinha 37 habitantes (densidade: 4,5 hab./km²).